# アイ・ウォント・トゥ・テル・ユー
「アイ・ウォント・トゥ・テル・ユー」（I Want to Tell You）は、ビートルズの楽曲である。1966年に発売された7作目のイギリス盤公式オリジナル・アルバム『リボルバー』に収録された。作詞作曲はジョージ・ハリスンが手がけていて、アルバム『リボルバー』には本作の他にハリスン作の「タックスマン」や「ラヴ・ユー・トゥ」の収録されていることから、『リボルバー』は1枚のアルバムとしてハリスンの作品が最も多く収録されたビートルズのアルバムとなった。
「アイ・ウォント・トゥ・テル・ユー」は、LSDからインスピレーションを得て書かれた楽曲で、哲学的な要素を持った歌詞や、吃ったギターリフや不協和音が特徴となっている。本作のレコーディングは、リズムトラックが完成した後にマッカートニーがベースのパートをオーバー・ダビングした初の例となっており、以降のビートルズの作品で主流となった。
音楽評論家から肯定的な評価を得ており、特にマッカートニーのメリスマを思わせる歌唱法が称賛された。ハリスンは、1991年にエリック・クラプトンと共に行った日本ツアーでオープニング・ナンバーとして演奏した。楽曲が発表されて以降、テッド・ニュージェント、スミザリーンズ、シーア・ギルモア、メルヴィンズらによってカバーされた。

## 背景・曲の構成
ジョージ・ハリスンは、1966年初頭に「アイ・ウォント・トゥ・テル・ユー」を書いた。同年、ハリスンはインドの伝統音楽の要素を取り入れた楽曲やLSDの服用からインスピレーションを得た楽曲を制作することでアイデンティティを確立し、レノン＝マッカートニーと肩を並べる評価を得るようになった。
本作についてハリスンは「書ききれない、言い切れない、伝えきれない、そういう雪崩のようにどっと襲いかかってくる気持ちについて書いたもの」と語っている。音楽評論家のイアン・マクドナルドは、1回目のブリッジの「But if I seem to act unkind / It's only me, it's not my mind / That is confusing things（でももし僕がつれなく見えるとしたら / それが僕という人間なんだ、僕の心じゃない / 物事をややこしくしているのは）」を、コミュニケーションの難しさを東洋哲学のアプローチを適用して表現した例として挙げている。
「アイ・ウォント・トゥ・テル・ユー」のキーはAメジャーに設定されていて、4分の4拍子となっている。曲のオープニングとエンディングでは、音楽ジャーナリストのリッチー・アンターバーガー曰（）く「1966年のイギリスにおけるモッズ・ロックの典型」となる低音域を下降するギターリフが演奏されている。曲は、「エイト・デイズ・ア・ウィーク」と同様にフェード・インで始まる。

## レコーディング

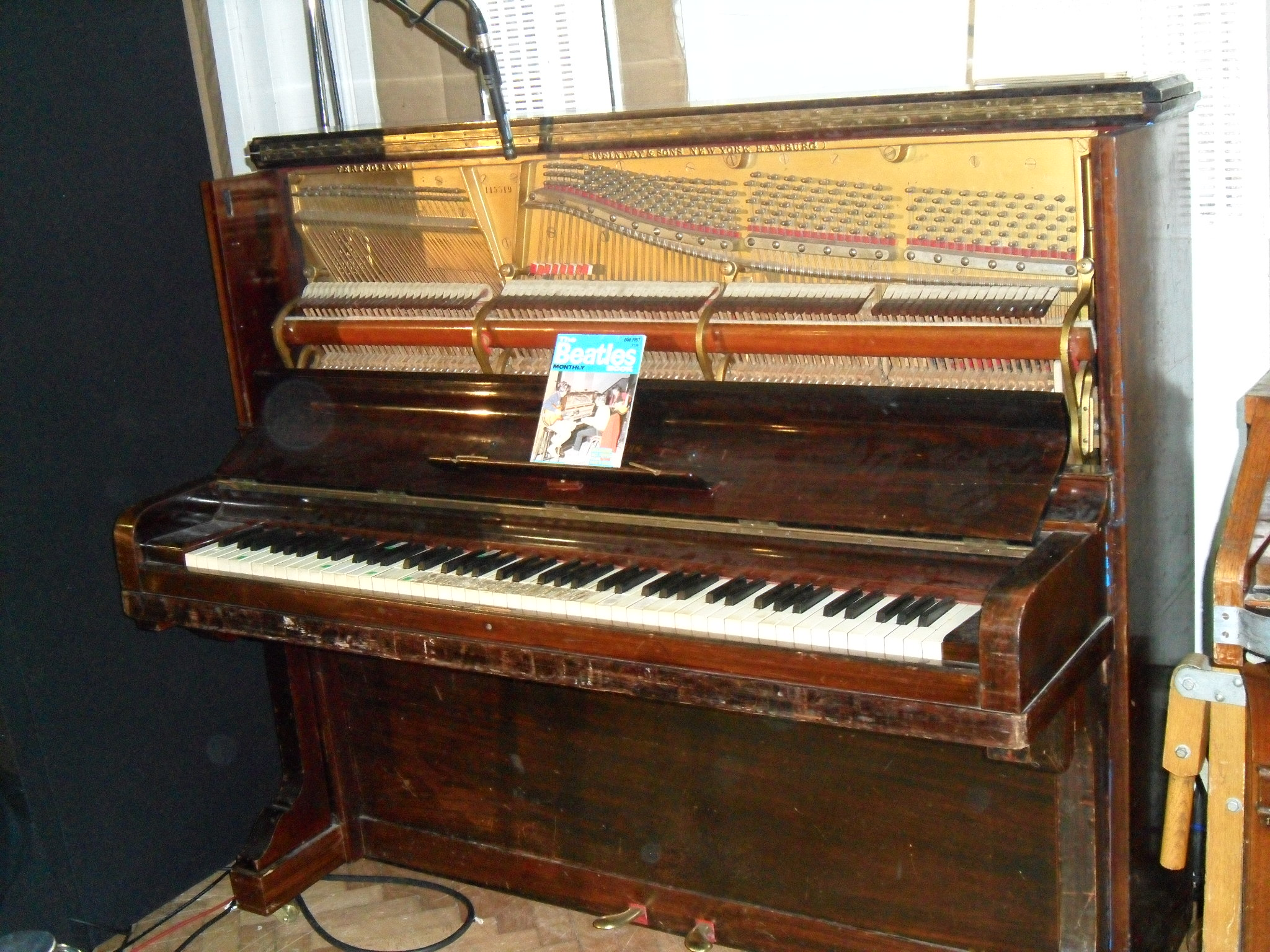
レコーディングで使用された1905年製のスタインウェイ・バーティグランド（通称「ミセズ・ミルズ」）。

「アイ・ウォント・トゥ・テル・ユー」は、『リボルバー』のセッションで取り上げられた3作目のハリスンの作品だが、セッション開始時点ではタイトルが決められていなかった。完成した楽曲にタイトルをつけないハリスンに憤慨したジョン・レノンは、冗談めかして「ラヴ・ユー・トゥ」の仮タイトル「Granny Smith（大元はリンゴの品種）」から派生した「Granny Smith Part Friggin' Two」と名付けた。また、レコーディング・エンジニアであるジェフ・エメリックからは、同じくリンゴの品種から「Laxton's Superb」と名付けられた。
1966年6月2日にEMIレコーディング・スタジオでレコーディングが開始された。ハリスンのレスリースピーカーに通したリードギター、ポール・マッカートニーのピアノ、リンゴ・スターのドラムの編成でリズムトラックを5テイク録音。このうちのテイク3をオーバー・ダビング用のマスターとして採用し、レノンのタンバリンが追加された。空きトラックを作るためにリダクション・ミックスを行った後、ハリスンのリード・ボーカルとレノンとマッカートニーのハーモニー・ボーカル、そしてマラカスがオーバー・ダビングされた。また、ブリッジの終り部分とヴァースのE7♭9コードの上にハンドクラップと追加のピアノが加えられた。
6月3日のオーバーダビング・セッションで、マッカートニーのベースがオーバー・ダビングされ、ビートルズのレコーディングにおいてベースが単体で1トラックを独占してオーバー・ダビングされた初の例となった。この日のセッションでタイトルが一度「I Don't Know」に変更されたのち、6月6日にリミックスやテープをコピーする作業を行うまでに現在のタイトルに変更された。

## リリース・評価
イギリスでは、7月にEMIがアルバム『リボルバー』の収録曲を各ラジオ局に配信していた。アルバム『リボルバー』は、1966年8月5日にパーロフォンから発売され、「アイ・ウォント・トゥ・テル・ユー」はB面5曲目に収録され、前曲には合法的な医療行為と偽り、アンフェタミンをはじめとした薬物を処方していた医師をモデルとしたレノン作の「ドクター・ロバート」、次曲にはマッカートニーがマリファナの影響下で書いた「ゴット・トゥ・ゲット・ユー・イントゥ・マイ・ライフ」が配置された。
『メロディ・メイカー』誌は、ギターとピアノのモチーフとボーカルのハーモニーのコンビネーションを称賛している。アラン・ポラックは、本作の下降するギターリフを本作のハイライトとし、「曲冒頭から曲全体のトーンを決める、これまでにない素晴らしいオスティナートパターンの1つ」と評している。プロデューサーでミュージシャンのチップ・ダグラスは、モンキーズの「プレザント・バレー・サンデイ」のギターリフは、本作に基づいたものだとしている。
リッチー・アンターバーガーは、本作の「興味深く、独特な性質」とボーカル・パフォーマンスを称賛していて、特にマッカートニーのボーカルについて「ロックにおける偉大な高音域の男性ハーモニー・シンガーの1人といえる」と評している。

## クレジット
※出典
- ジョージ・ハリスン - ダブルトラックのボーカル、リードギター、ハンドクラップ
- ジョン・レノン - ハーモニー・ボーカル、タンバリン、ハンドクラップ
- ポール・マッカートニー - ハーモニー・ボーカル、ピアノ、ベース、ハンドクラップ
- リンゴ・スター - ドラム、マラカス、ハンドクラップ

## カバー・バージョン
- テッド・ニュージェント - 1979年に発売されたアルバム『State of Shock』に収録[35]。
- ジョージ・ハリスン - 1991年にエリック・クラプトンと共に行った日本ツアーでオープニング・ナンバーとして演奏。当時のライブ音源は、翌年に発売された『ライヴ・イン・ジャパン』に収録された[36]。
- ジェフ・リン - 2002年11月29日にロイヤル・アルバート・ホールで開催されたハリスンのトリビュート・コンサート『コンサート・フォー・ジョージ』で演奏[37]。
- ブルー・カートゥーン - 2003年に発売されたトリビュート・アルバム『He Was Fab: A Loving Tribute to George Harrison』に収録[38]。
- スミザリーンズ（英語版） - 2003年に発売されたトリビュート・アルバム『Songs From The Material World: A Tribute To George Harrison』に収録[39]。
- シーア・ギルモア（英語版） - 2006年にアルバム『Harpo's Ghost』のためのセッション中にレコーディングされ[40]、同年に『モジョ』誌が『リボルバー』の発売40周年を記念して制作したCD作品『Revolver Reloaded』に収録[41]。
- メルヴィンズ -  2016年に発売されたアルバム『Basses Loaded』に収録[42]。